# Stazione di Torrazza
La stazione di Torrazza (in precedenza anche Torrazza - San Bernardo) una stazione ferroviaria della ferrovia Genova-Casella, gestita dall'Azienda Mobilità e Trasporti di Genova (AMT). Si trova nel territorio comunale di Sant'Olcese, nella città metropolitana di Genova.
La stazione è situata a un'altitudine di 338,5 metri sul livello del mare.

## Strutture e impianti
La stazione presenta un binario d'incrocio e un tronchino.

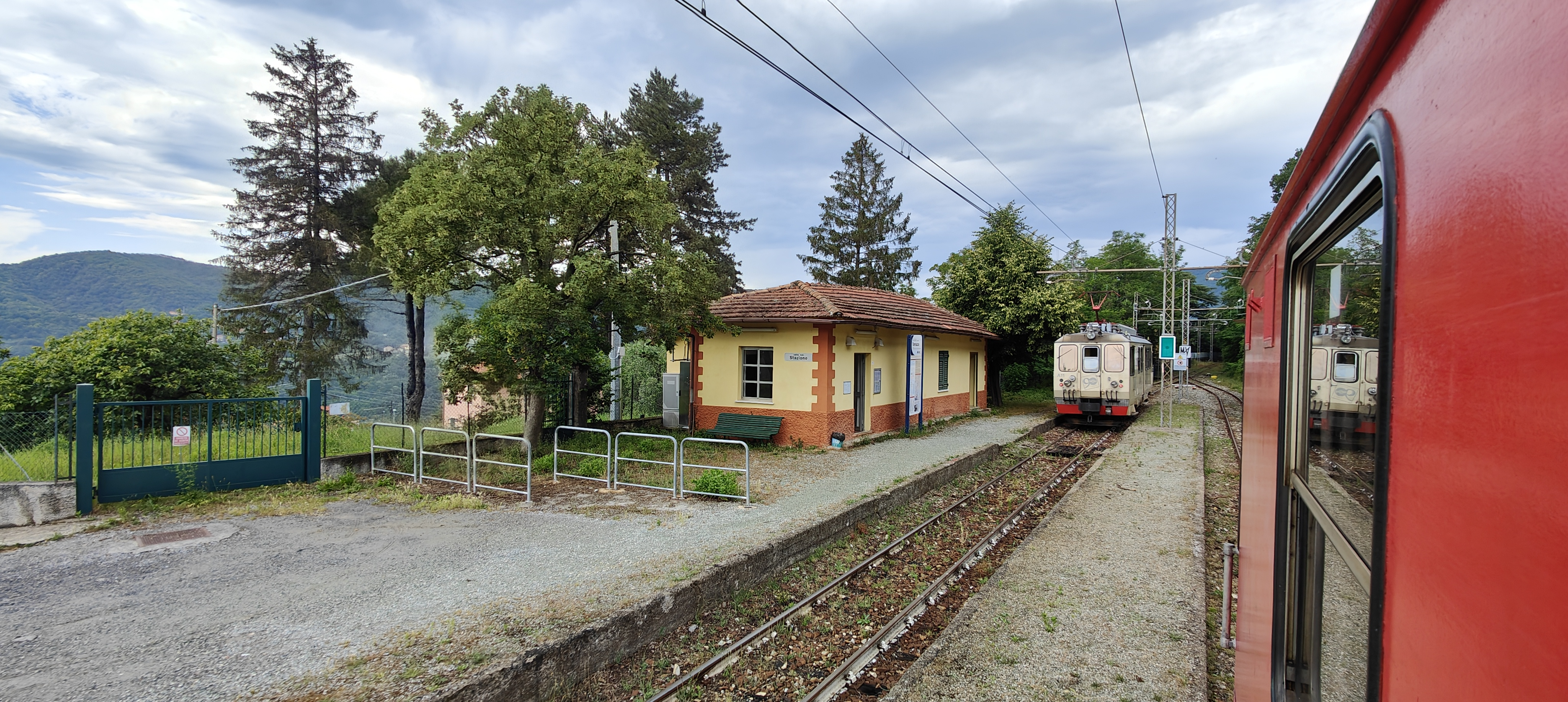
La stazione vista dal treno in direzione di Genova

## Movimento
La stazione è servita da tutti i treni regionali che percorrono la linea Genova-Casella. Come tutte le fermate intermedie della linea, si tratta di una fermata a richiesta.

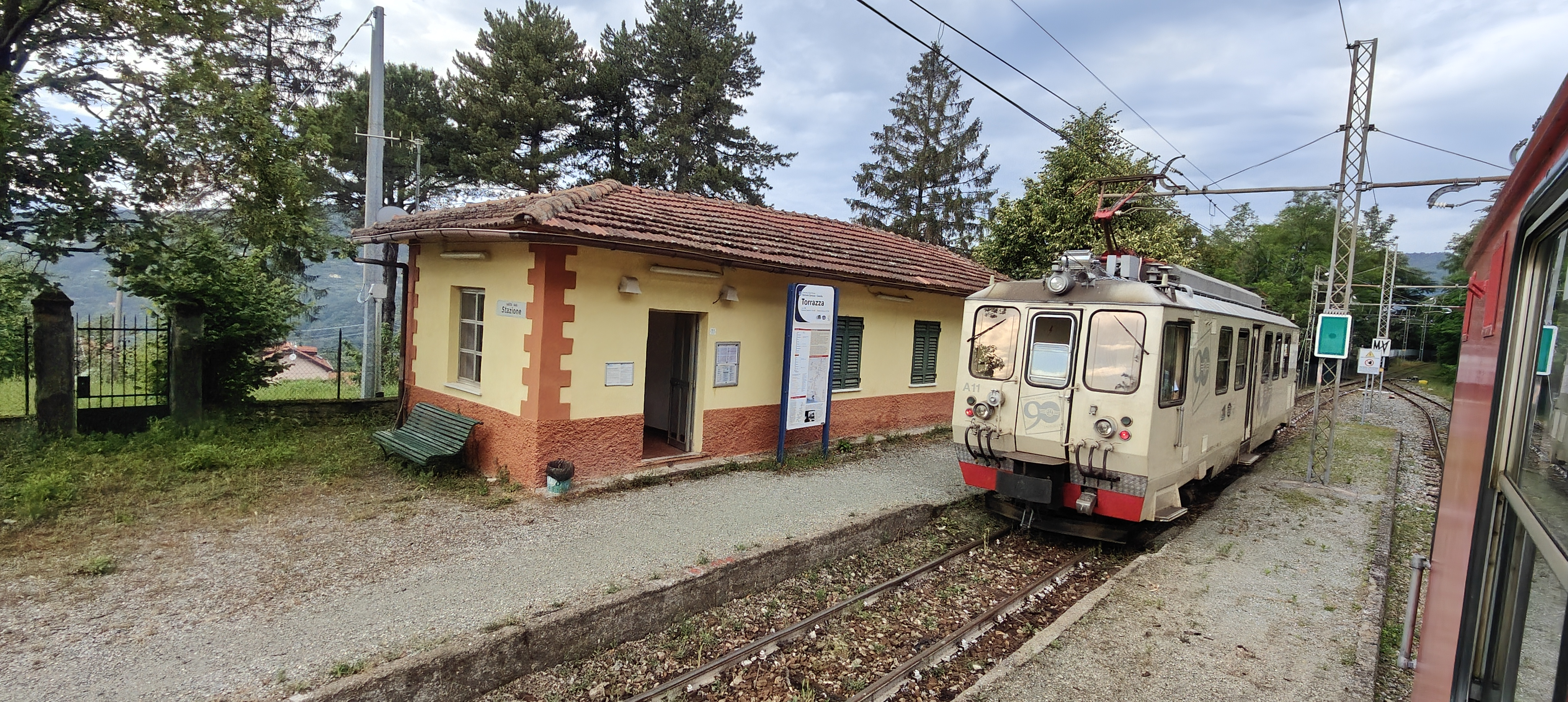
L'Automotrice A12 Firema (1998) in transito a Torrazza (Giu. 2023)